# Ambohitrambo
Ambohitrambo is een plaats en commune in het centrum van Madagaskar, behorend tot het district Arivonimamo, dat gelegen is in de regio Itasy. Tijdens een volkstelling in 2001 telde de plaats 10.022 inwoners.
De plaats biedt naast lager onderwijs ook middelbaar onderwijs aan. 99 % van de bevolking werkt als landbouwer. De belangrijkste landbouwproducten zijn rijst en ananas; andere belangrijke producten zijn suikerriet en tomaten. Verder is 1% actief in de dienstensector.